# Temporada 2010 de la Red Bull MotoGP Rookies Cup
La temporada 2010 de la Red Bull MotoGP Rookies Cup continuó con la búsqueda de futuros campeones del mundo.

## Calendario
La fecha doble del Gran Premio de la República Checa en Brno fue movida a la anteúltima fecha, seis grandes premios europeos albergaron fechas, cuatro de las cuales fueron dobles.
| Calendario 2010 | Calendario 2010 | Calendario 2010           | Calendario 2010  | Calendario 2010 | Calendario 2010        | Calendario 2010 |
| Ronda           | Fecha           | Gran Premio               | Circuito         | Pole Position   | Vuelta Rápida          | Piloto Ganador  |
| --------------- | --------------- | ------------------------- | ---------------- | --------------- | ---------------------- | --------------- |
| 1               | 1 de mayo       | Spanish Grand Prix        | Jerez            | Daijiro Hiura   | Daniel Ruiz            | Danny Kent      |
| 1               | 2 de mayo       | Spanish Grand Prix        | Jerez            | Daijiro Hiura   | Daniel Ruiz            | Daniel Ruiz     |
| 2               | 5 de junio      | Italian Grand Prix        | Mugello Circuit  | Daniel Ruiz     | Kevin Calia            | Daijiro Hiura   |
| 3               | 25 de junio     | Dutch TT                  | TT Circuit Assen | Daijiro Hiura   | Kevin Calia            | Jacob Gagne     |
| 3               | 26 de junio     | Dutch TT                  | TT Circuit Assen | Daijiro Hiura   | Kevin Calia            | Daniel Ruiz     |
| 4               | 17 de julio     | German Grand Prix         | Sachsenring      | Jacob Gagne     | Alexander Kristiansson | Jacob Gagne     |
| 4               | 18 de julio     | German Grand Prix         | Sachsenring      | Jacob Gagne     | Danny Kent             | Jacob Gagne     |
| 5               | 14 de agosto    | Czech Republic Grand Prix | Brno             | Alejandro Pardo | Daniel Ruiz            | Kevin Calia     |
| 5               | 15 de agosto    | Czech Republic Grand Prix | Brno             | Alejandro Pardo | Harry Stafford         | Jacob Gagne     |
| 6               | 4 de septiembre | San Marino Grand Prix     | Misano           | Danny Kent      | Jacob Gagne            | Danny Kent      |

## Estadísticas

### Sistema de Puntuación
Solo los 15 primeros suman puntos. El piloto tiene que terminar la carrera para recibir puntos.
| Posición | 1º | 2º | 3º | 4º | 5º | 6º | 7º | 8º | 9º | 10º | 11º | 12º | 13º | 14º | 15º |
| -------- | -- | -- | -- | -- | -- | -- | -- | -- | -- | --- | --- | --- | --- | --- | --- |
| Puntos   | 25 | 20 | 16 | 13 | 11 | 10 | 9  | 8  | 7  | 6   | 5   | 4   | 3   | 2   | 1   |

### Campeonato de pilotos
| Estadísticas finales 2010 | Estadísticas finales 2010 | Estadísticas finales 2010 | Estadísticas finales 2010 | Estadísticas finales 2010 | Estadísticas finales 2010 | Estadísticas finales 2010 | Estadísticas finales 2010 | Estadísticas finales 2010 | Estadísticas finales 2010 | Estadísticas finales 2010 | Estadísticas finales 2010 | Estadísticas finales 2010 |
| Pos                       | Piloto                    | ESP                       | ESP                       | ITA                       | NED                       | NED                       | GER                       | GER                       | CZE                       | CZE                       | RSM                       | Pts                       |
| ------------------------- | ------------------------- | ------------------------- | ------------------------- | ------------------------- | ------------------------- | ------------------------- | ------------------------- | ------------------------- | ------------------------- | ------------------------- | ------------------------- | ------------------------- |
| 1                         | Jacob Gagne               | 5                         | 6                         | 8                         | 1                         | 4                         | 1                         | 1                         | 8                         | 1                         | 2                         | 170                       |
| 2                         | Danny Kent                | 1                         | 2                         | 4                         | 11                        | 2                         | 3                         | 12                        | 3                         | 2                         | 1                         | 164                       |
| 3                         | Daijiro Hiura             | 2                         | 3                         | 1                         | 5                         | Ret                       | 15                        | 3                         | 2                         | Ret                       | 3                         | 125                       |
| 4                         | Daniel Ruiz               | 3                         | 1                         | 6                         | 8                         | 1                         | 7                         | Ret                       | 5                         | Ret                       | 5                         | 115                       |
| 5                         | Brad Binder               | 4                         | Ret                       | 3                         | 7                         | 7                         | 2                         | 2                         | 7                         | 4                         | Ret                       | 109                       |
| 6                         | Kevin Calia               | 10                        | Ret                       | 5                         | 2                         | 5                         | 5                         | Ret                       | 1                         | Ret                       | 4                         | 97                        |
| 7                         | Harry Stafford            | Ret                       | 5                         | Ret                       | 4                         | 3                         | Ret                       | Ret                       | 4                         | 3                         | 6                         | 79                        |
| 8                         | Niccolò Antonelli         | 7                         | 7                         | 7                         | 15                        | 13                        | 18                        | 13                        | 11                        | 7                         | 8                         | 56                        |
| 9                         | Alessio Cappella          | 14                        | 13                        | 9                         | 3                         | 10                        | Ret                       | Ret                       | 6                         | Ret                       | 7                         | 53                        |
| 10                        | Alexander Kristiansson    | 19                        | 11                        | 11                        | 10                        | 6                         | 4                         | 6                         | WD                        | WD                        | 13                        | 52                        |
| 11                        | Florian Alt               | 6                         | 9                         | Ret                       | Ret                       | 14                        | 10                        | 10                        | 9                         | 8                         | 17                        | 46                        |
| 12                        | Joshua Hook               | Ret                       | 8                         | Ret                       | 16                        | 9                         | 6                         | 8                         | 18                        | 6                         | Ret                       | 43                        |
| 13                        | Arthur Sissis             | 12                        | 12                        | 15                        | 6                         | 11                        | 11                        | 9                         | Ret                       | 11                        | 14                        | 43                        |
| 14                        | Mathew Scholtz            | 8                         | 4                         | 2                         | DNS                       | DNS                       |                           |                           | Ret                       | DNS                       |                           | 41                        |
| 15                        | Taylor Mackenzie          | 15                        | Ret                       | 12                        | 9                         | 16                        | 9                         | 7                         | 15                        | 5                         | WD                        | 40                        |
| 16                        | Alejandro Pardo           | Ret                       | 10                        | 13                        | Ret                       | 8                         | 17                        | 4                         | Ret                       | 16                        | Ret                       | 30                        |
| 17                        | Tomáš Vavrouš             | 11                        | Ret                       | 14                        | Ret                       | Ret                       | 8                         | 5                         | Ret                       | Ret                       | 12                        | 30                        |
| 18                        | Xavier Pinsach            | 17                        | 14                        | 16                        | 12                        | Ret                       | 12                        | 15                        | 13                        | 9                         | 9                         | 28                        |
| 19                        | Philipp Öttl              | 16                        | 16                        | 10                        | 13                        | 12                        | 19                        | 11                        | 16                        | 12                        | 16                        | 22                        |
| 20                        | Xavier Figueras           | DNS                       | DNS                       | Ret                       | Ret                       | Ret                       | 14                        | 14                        | 10                        | 13                        | 11                        | 18                        |
| 21                        | Antonio Chiari            | 13                        | Ret                       | Ret                       | 14                        | 17                        | Ret                       | Ret                       | 12                        | 10                        | Ret                       | 15                        |
| 22                        | Alan Techer               | 9                         | Ret                       |                           |                           |                           |                           |                           | Ret                       | DNS                       | 10                        | 13                        |
| 23                        | James Flitcroft           | Ret                       | 17                        | 17                        | 17                        | 15                        | 13                        | 16                        | 14                        | 14                        | 15                        | 9                         |
| 24                        | Deni Cudic                | 18                        | 15                        | 18                        | Ret                       | Ret                       | 16                        | 17                        | 17                        | 15                        | 18                        | 2                         |
|                           | Brody Nowlan              | Ret                       | Ret                       | Ret                       |                           |                           |                           |                           |                           |                           |                           | 0                         |
| Pos                       | Piloto                    | ESP                       | ESP                       | ITA                       | NED                       | NED                       | GER                       | GER                       | CZE                       | CZE                       | RSM                       | Pts                       |

| Color     | Resultado                                                               |
| --------- | ----------------------------------------------------------------------- |
| Oro       | Ganador                                                                 |
| Plata     | 2.ª plaza                                                               |
| Bronce    | 3.ª plaza                                                               |
| Verde     | Finalizó en los puntos                                                  |
| Azul      | Finalizó sin puntos                                                     |
| Azul      | NC - No clasificado                                                     |
| Violeta   | Ret - No terminó (Carrera)                                              |
| Rojo      | DNQ - No se clasificó                                                   |
| Negro     | DSQ - Descalificado                                                     |
| Blanco    | DNS - No empezó (carrera)                                               |
| Blanco    | WD - Retirado (fin de semana)                                           |
| Blanco    | C - Carrera cancelada                                                   |
| Sin color | DNP - Inscrito pero no participó                                        |
| Sin color | INJ - Lesionado                                                         |
| Sin color | EX - Excluido                                                           |
| Estado    | Resultado                                                               |
| Negrita   | Pole position                                                           |
| Cursiva   | Vuelta rápida                                                           |
| †         | Abandona, pero clasifica al completar el porcentaje requerido para ello |